# IOS 12
iOS 12 è la dodicesima versione del sistema operativo per dispositivi mobili iOS, sviluppato da Apple e successore di iOS 11. È stato annunciato alla Worldwide Developers Conference il 4 giugno 2018. Lo stesso giorno ne è stata pubblicata la prima beta. La versione iniziale rilasciata al pubblico è stata pubblicata il 17 settembre 2018.

## Dispositivi supportati
L'elenco dei dispositivi compatibili con iOS 12 è identico all'elenco dei dispositivi compatibili del predecessore iOS 11, ovvero dispositivi iOS con processore a 64 bit, in aggiunta ai nuovi dispositivi presentati nell'ultimo anno.

### iPhone
- iPhone 5s
- iPhone 6
- iPhone 6 Plus
- iPhone 6s
- iPhone 6s Plus
- iPhone SE (1ª gen)
- iPhone 7
- iPhone 7 Plus
- iPhone 8
- iPhone 8 Plus
- iPhone X
- iPhone XR
- iPhone XS
- IPhone XS Max

### iPod touch
- iPod touch 6ª generazione
- iPod touch 7ª generazione

### iPad
- iPad mini 2
- iPad mini 3
- iPad mini 4
- iPad mini 5
- iPad Air
- iPad Air 2
- iPad Air 3
- iPad (quinta generazione)
- iPad (sesta generazione)
- iPad Pro 9,7"
- iPad Pro 12.9" (prima generazione)
- iPad Pro 10.5"
- iPad Pro 12.9" (seconda generazione)
- iPad Pro 11"
- iPad Pro 12.9" (terza generazione)

## Diffusione
Al 30 maggio 2019, iOS 12 (ultima versione) ha la seguente diffusione:
██ iOS 12 (87%)
██ iOS 11 (9%)
██ Precedenti (4%)
██ iOS 12 (85%)
██ iOS 11 (9%)
██ Precedenti (6%)

## Aggiornamenti
| Versione | Data di rilascio  | Caratteristiche |
| --- | ----------------- | --- |
| 12.0 developer beta 1 | 4 giugno 2018     | Prima versione beta di iOS 12. |
| 12.0 developer beta 2 | 19 giugno 2018    | Seconda versione beta di iOS 12. Migliorie generali, alla stabilità e alle prestazioni. |
| 12.0 developer beta 3 | 4 luglio 2018     | Terza versione beta di iOS 12. Migliorie generali, alla stabilità e alle prestazioni. |
| 12.0 developer beta 4 | 27 luglio 2018    | Quarta versione beta di iOS 12. Migliorie generali, alla stabilità e alle prestazioni. |
| 12.0 developer beta 5 | 30 luglio 2018    | Quinta versione beta di iOS 12. Migliorie generali, alla stabilità e alle prestazioni. |
| 12.0 developer beta 6 | 6 agosto 2018     | Sesta versione beta di iOS 12. Migliorie generali, alla stabilità e alle prestazioni. |
| 12.0 developer beta 7 | 13 agosto 2018    | Settima versione beta di iOS 12. Migliorie generali, alla stabilità e alle prestazioni. Questa versione venne ritirata da Apple dopo alcune ore per via di diversi problemi di performance riscontrati dagli utenti.                                                                                           |
| 12.0 developer beta 8 | 15 agosto 2018    | Ottava versione beta di iOS 12. Migliorie generali, alla stabilità e alle prestazioni. |
| 12.0 developer beta 9 | 20 agosto 2018    | Nona versione beta di iOS 12. Migliorie generali, alla stabilità e alle prestazioni. |
| 12.0 developer beta 10 | 23 agosto 2018    | Decima versione beta di iOS 12. Migliorie generali, alla stabilità e alle prestazioni. |
| 12.0 developer beta 11 | 27 agosto 2018    | Undicesima versione beta di iOS 12. Migliorie generali, alla stabilità e alle prestazioni. |
| 12.0 developer beta 12 | 31 agosto 2018    | Dodicesima versione beta di iOS 12. Migliorie generali, alla stabilità e alle prestazioni. |
| 12.0 Golden Master | 12 settembre 2018 | Versione Golden Master equivalente alla versione definitiva che verrà rilasciata giorno 17 settembre al pubblico. |
| 12.0 | 17 settembre 2018 | Versione finale rilasciata al pubblico porta con sé tantissime novità, migliorie generali alla stabilità e alle prestazioni. |
| 12.1 beta 1 | 18 settembre 2018 | Prima versione beta di iOS 12.1 risolve alcuni bug della versione 12.0 |
| 12.1 beta 2 | 03 ottobre 2018   | Seconda beta rilasciata di iOS 12.1 |
| 12.0.1 | 8 ottobre 2018    | Risolve alcuni bug che erano presenti nella versione 12.0 |
| 12.1 | 30 ottobre 2018   | iOS 12.1 introduce le chiamate FaceTime di gruppo, aggiunge più di 70 nuove emoji e include il supporto per l'opzione Dual SIM con eSIM per iPhone XS, iPhone XS Max e iPhone XR. L'aggiornamento include inoltre correzioni di errori e miglioramenti.                                                        |
| 12.1.2 | 17 dicembre 2018  | L'aggiornamento è disponibile solo su telefoni iPhone. iPad e iPod touch non sono supportati. risolve alcuni problemi legati all'attivazione dell'eSIM per iPhone XR, iPhone XS e iPhone XS Max. Risolve un problema relativo alla connettività cellulare in Turchia per iPhone XR, iPhone XS e iPhone XS Max. |
| 12.1.3 beta 1 | 19 dicembre 2018  | Rilasciata solo agli sviluppatori o ai beta tester via ota, risolve alcuni bug e introduce nuove funzionalità |
| 12.1.3 beta 2 | 2 gennaio 2019    | Rilasciata solo agli sviluppatori o ai beta tester via ota e introduce nuove funzionalità e risolve alcuni bug della precedente beta |
| 12.1.3 beta 3 | 7 gennaio 2019    | Rilasciata solo agli sviluppatori o ai beta tester via ota migliora le prestazioni e introduce nuove funzionalità e risolve alcuni bug |
| 12.1.3 beta 4 | 11 gennaio 2019   | Rilasciata solo agli sviluppatori o ai beta tester via ota e migliora le prestazioni e risolve alcuni bug |
| 12.1.3 | 22 gennaio 2019   | Rilasciato l’aggiornamento pubblico migliora le prestazioni in generale |
| 12.1.4 | 8 febbraio 2019   | Rilasciato solo per iPhone per correggere un bug presente su FaceTime |
| 12.2 | 26 marzo 2019     | Cambia l’icona del duplica schermo e offre maggiori prestazioni e durata batteria |
| 12.3 | 13 maggio 2019    | Introduce la nuova app apple tv per vedere i propri film su iPad o iPhone al posto della vecchia app video e offre maggiori prestazioni |
| 12.4 beta 1 | 15 maggio 2019    | Rilasciata solo agli sviluppatori o ai beta tester via ota migliora le prestazioni e risolve alcuni bug, introduce il supporto alla Apple Card |
| 12.4 beta 2 | 21 maggio 2019    | Rilasciata solo agli sviluppatori o ai beta tester via ota migliora le prestazioni e risolve alcuni bug |
| 12.4 beta 3 | 28 maggio 2019    | Rilasciata solo agli sviluppatori o ai beta tester via ota migliora le prestazioni e risolve alcuni bug |
| 12.3.1 | 24 maggio 2019    | Migliora le prestazioni e risolve alcuni bug |
| 12.3.2 | 10 giugno 2019    | L'aggiornamento è disponibile solo per iPhone 8 Plus, risolve alcuni bug legati all'app Messaggi, alla modalità ritratto, e altri problemi minori |
| 12.4 beta 4 | 11 giugno 2019    | Rilasciata solo agli sviluppatori o ai beta tester via ota migliora le prestazioni e risolve alcuni bug |
| 12.4 beta 5 | 24 giugno 2019    | Rilasciata solo agli sviluppatori o ai beta tester via ota migliora le prestazioni e risolve alcuni bug |
| 12.4 beta 6 | 9 luglio 2019     | Rilasciata solo agli sviluppatori o ai beta tester via ota migliora le prestazioni e risolve alcuni bug |
| 12.4 beta 7 | 16 luglio 2019    | Rilasciata solo agli sviluppatori o ai beta tester via ota migliora le prestazioni e risolve alcuni bug |
| 12.4 | 22 luglio 2019    | Migliora le prestazioni, risolve alcuni bug, introduce il trasferimento via wireless dei dati da un vecchio iPhone; inoltre, aggiunge il supporto all'Apple Card |
| 12.4.1 | 26 agosto 2019    | Migliora le prestazioni, risolve alcuni bug |
| Tutte le successive versioni di iOS 12 sono state pubblicate dopo la disponibilità di versioni più recenti di iOS, e sono disponibili soltanto per i dispositivi esclusi da iOS 13 (iPhone 5s, iPhone 6, iPhone 6 Plus, iPad Air, iPad mini 2, iPad mini 3 e iPod touch sesta generazione.) |                   | |
| 12.4.2 | 26 settembre 2019 | Corregge una vulnerabilità importante. |
| 12.4.3 | 28 ottobre 2019   | Offre importanti aggiornamenti di sicurezza. |
| 12.4.4 | 10 dicembre 2019  | Offre importanti aggiornamenti di sicurezza. |
| 12.4.5 | 28 gennaio 2020   | Offre importanti aggiornamenti di sicurezza. |
| 12.4.6 | 24 marzo 2020     | Offre importanti aggiornamenti di sicurezza. |
| 12.4.7 | 20 maggio 2020    | Offre importanti aggiornamenti di sicurezza. |
| 12.4.8 | 15 luglio 2020    | Offre importanti aggiornamenti di sicurezza. |
| 12.4.9 | 5 novembre 2020   | Offre importanti aggiornamenti di sicurezza. |
| 12.5 | 14 dicembre 2020  | Aggiunge le notifiche di esposizione per la COVID-19. Offre importanti aggiornamenti di sicurezza. |
| 12.5.1 | 11 gennaio 2021   | Risolve un bug nelle notifiche di esposizione per la COVID-19. |
| 12.5.2 | 26 marzo 2021     | Offre importanti aggiornamenti di sicurezza. |
| 12.5.3 | 3 maggio 2021     | Offre importanti aggiornamenti di sicurezza. |
| 12.5.4 | 14 giugno 2021    | Offre importanti aggiornamenti di sicurezza. Miglioramenti nel motore WebKit. |
| 12.5.5 | 23 settembre 2021 | Offre importanti aggiornamenti di sicurezza. |
| 12.5.6 | 31 agosto 2022    | Corregge una vulnerabilità importante. |
| 12.5.7 | 23 gennaio 2023   | Corregge una vulnerabilità importante. |